# Льонолисник безприквітковий
Льонолисник безприквітковий, льонолисник безприквітниковий (Thesium ebracteatum) — вид рослин родини санталові (Santalaceae), поширений у центральній і східній Європі, західному Сибіру. Вид занесений до Бернської конвенції та інших природоохоронних документів.

## Опис
Багаторічна рослина 10–30 см. Приквіток 1, листоподібний. Стебла майже прямовисні. Листки з 3 жилками, іноді вираженими неясно.

## Поширення
Поширений у Центральній і Східній Європі, Західному Сибіру.
В Україні зростає у світлих лісах, чагарниках, на узліссях — у Поліссі, Лісостепу і Північному Степу, спорадично.

## Охорона
Стан більшості природних популяцій виду в межах ареалу залишається більш-менш стабільним. Саме тому він, згідно Червоного списку МСОП, отримав охоронний статус «відносно благополучний вид». Але в окремих регіонах спостерігається тенденція до зниження чисельності популяції виду, що потребує запровадження охоронних заходів. Тому, льонолисник безприквітковий занесений до Додатку І Бернської конвенції (охоронна категорія: вид підлягає особливій охороні), Резолюції 6 цієї ж конвенції (охоронна категорія: вид потребує спеціальних заходів збереження його оселищ) та Директиви Європейського Союзу 92/43/ЄС «Про збереження природних оселищ та видів природної фауни і флори» (Додаток II. Види рослин і тварин, що становлять особливий інтерес для Європейського Союзу, збереження яких потребує створення територій особливої охорони).